# Acestrocephalus boehlkei
Acestrocephalus boehlkei är en fiskart som beskrevs av Menezes, 1977. Acestrocephalus boehlkei ingår i släktet Acestrocephalus och familjen Characidae. Inga underarter finns listade i Catalogue of Life.